# Kazlų Rūda (plaats)
Kazlų Rūda is een stad in het Litouwse district Marijampolė. Kazlų Rūda is de hoofdplaats van de gelijknamige gemeente en heeft 6.157 inwoners. De stad ligt in een bosrijke omgeving. De oudste schriftelijke vermelding van de plaats stamt uit het jaar 1732. De voetbalclub FK Šilas komt uit de plaats.